# Sjaak Pieters
Klaas Pieter Pieters –conocido como Sjaak Pieters– (Zwanenburg, 22 de julio de 1957) es un deportista neerlandés que compitió en ciclismo en la modalidad de pista, especialista en la prueba de tándem. Su hermano Peter también compitió en ciclismo.
Ganó dos medallas de bronce en el Campeonato Mundial de Ciclismo en Pista, en los años 1978 y 1982.

## Medallero internacional
| Campeonato Mundial | Campeonato Mundial       | Campeonato Mundial | Campeonato Mundial |
| Año                | Lugar                    | Medalla            | Competición        |
| ------------------ | ------------------------ | ------------------ | ------------------ |
| 1978               | Múnich ( RFA)            | Medalla de bronce  | Tándem (A)         |
| 1982               | Leicester ( Reino Unido) | Medalla de bronce  | Tándem (A)         |